# Taufkirchen an der Pram
Taufkirchen an der Pram é um município da Áustria localizado no distrito de Schärding, no estado de Alta Áustria.